# Margaret Gardiner
Margaret Gardiner (21 de agosto de 1959) es una periodista y reina de belleza sudafricana que ganó Miss Universo 1978. Es la primera mujer sudafricana en ganar el título de Miss Universo. Tenía 18 años cuando ganó el concurso de belleza. Después de las 3 competiciones de la semifinal, entró en 4.º lugar entre las 5 finalistas, pero terminó ganando el concurso de belleza después de contestar a la pregunta final.
Durante el evento en Acapulco, recibió la corona de Janelle Commissiong, la primera ganadora con piel morena del concurso de belleza. Fue la única ganadora de Miss Universo por Sudáfrica hasta que Demi-Leigh Nel-Peters fue coronada Miss Universo 2017 y Zozibini Tunzi coronada Miss Universo 2019 y ser la primera mujer morena en ganar la corona para su país.

## Biografía
Tiene un Grado en Psicología por el College of Charleston y es autora de dos libros sobre salud y belleza. Es miembro de la Asociación de la Prensa Extranjera de Hollywood que vota y organiza los Globos de Oro. Trabaja ahora como periodista de televisión y de prensa escrita en Los Ángeles. Está casada con Andre Nel, profesor en UCLA de Pediatría y Salud Pública.
| Predecesor: Janelle Commissiong Trinidad y Tobago | Miss Universo 1978 | Sucesor: · Maritza Sayalero · Venezuela |